# Викерс E.F.B.1
Викерс E.F.B.1 и Викерс E.F.B.2 (енгл. Vickers E.F.B.1) је британски ловачки авион који је производила фирма Викерс (енгл. Vickers). Први лет авиона је извршен 1913. године. 

Размах крила је био 11,76 метара а дужина 8,89 метара. Био је наоружан са једним 7,7-мм митраљезом Максим.

## Наоружање
| Наоружање авиона: Викерс       |     |
| Ватрено (стрељачко) наоружање  |     |
| Топ                            |     |
| Митраљез                       |     |
| Број и ознака митраљеза        | 1   |
| Калибар                        | 7,7 |
| Бомбардерско наоружање (бомбе) |     |
| Ракетно наоружање (ракете)     |     |